# Actenicerus alternatus
Actenicerus alternatus — вид жуків родини коваликів (Elateridae).

## Поширення
Вид поширений в Японії, Кореї, на північному сході Китаю та Далекому Сході Росії.

## Опис
Тіло завдовжки до 8 мм.